# Jonas Jablonskis
Jonas Jablonskis, né le 30 décembre 1860 à Kubilėliai (district de Šakiai), mort le 23 février 1930 à Kaunas est un linguiste lituanien. Il utilisa le pseudonyme Rygiškių Jonas provenant du nom d'une petite ville dans laquelle il passa son enfance, Rygiškiai.

## Biographie
Jonas Jablonskis étudia les langues classiques à l'Université d'État de Moscou de 1881 à 1885. Ses professeurs étaient Filipp Fedorovich Fortunatov et Fedor Yevgenievich Korsh qui connaissaient la langue et encourageaient leur élève à se consacrer à la recherche de la langue. De confession catholique, il ne put trouver de travail en tant que professeur en Lituanie après la fin de ses études en 1885 à cause d'une politique de russification. Il fut donc contraint temporairement à donner des cours particuliers et à travailler dans la cour de Marijampolė. Cependant, en 1889, il parvint à travailler en tant que professeur de grec et de latin dans la ville lettone de Jelgava, un poste qu'il garda jusqu'en 1896. Son domicile devint un lieu fréquenté par les lituaniens instruits. Pendant les vacances d'été, il collecta des informations pour ses études linguistiques auprès de la population lituanienne ayant le lituanien comme langue maternelle. Ses activités lui causèrent son expulsion vers Réval, en gouvernement d'Estonie.
L'Académie des sciences de Russie lui confia pour tâche l'édition du dictionnaire rédigé par Antanas Juška, récemment décédé, tâche qu'il continue dans la ville russe de Pskov après avoir été renvoyé de son poste à Tallinn en 1901 et après avoir été banni de Lituanie en 1902. À cette époque, il écrivit en 1901 Lietuviškos kalbos gramatika (Grammaire lituanienne) sous le nom de Petras Kriaušaitis, son premier pseudonyme. Étant donné que l'administration russe interdit l'impression des livres lituaniens en alphabet latin, la grammaire est publiée à Tilsit, en province de Prusse-Orientale.
Quand il eut l'autorisation de revenir en Lituanie, il se rendit à Šiauliai en 1903 et à Vilnius l'année suivante. Après que l'interdiction de la presse a été levée en 1904, il travailla dans l'équipe éditoriale des journaux Vilniaus žinios et Lietuvos ūkininkas, et édita les publications du journal Aušra.
De 1906 à 1908, il enseigna au séminaire pédagogique de Panevėžys. Une situation financière difficile le contraint à déménager en 1908 à Brest, en Biélorussie où il enseigna jusqu'en 1912 à Hrodna. Au début de la Première Guerre mondiale, l'école entière fut évacuée vers Velij, en Russie. De 1915 à 1918, il enseigna aux réfugiés lituaniens, dans un gymnase de Voronej avant de retourner à Vilnius, presque totalement handicapé et dépendant d'un fauteuil roulant.
Quand la Pologne s'empare de Vilnius en 1919, le gouvernement lituanien l'amena vers Kaunas. Là-bas, quand l'Université Vytautas-Magnus ouvrit en 1922, il fut élu professeur honoraire et enseigna le lituanien jusqu'en 1926. Au même moment, il composa des textes pour les écoles, traduit et édita depuis des langues étrangères, participa aux commissions pour normaliser la terminologie et l'orthographe, et écrivit des critiques de littérature philologique.
Il est mort à l'hôpital militaire de Kaunas et enterré au cimetière de Petrašiūnai.

## Activités
La plus grande contribution de Jonas Jablonskis fut la formation du lituanien standard. Dans l'introduction de son Lietuviškos kalbos gramatika, il fut le premier à formuler les principes essentiels importants pour le développement futur du lituanien standard. Sa proposition fut de baser le lituanien sur le dialecte de l'ouest de la Haute Lituanie alors que les linguistes August Schleicher et Friedrich Kurschat ont privilégié le dialecte de la Petite Lituanie. Pour le lituanien oral, Jonas Jablonskis choisit un dialecte qui préserva le vocabulaire et la grammaire des influences étrangères. En revanche, la langue écrite de la période souffrit de l'afflux des éléments des langues étrangères, en particulier les langues slaves. Ainsi, Jonas Jablonskis essaya de purifier la langue lituanienne.
Ses 50 années de travail apportèrent les résultats suivants : Les variations et les incohérences orthographiques furent fortement réduites ; de nombreux emprunts lexicaux non nécessaires furent remplacés par des expressions appropriées en lituanien ; la formation de néologismes devient sujets de principes cohérents des règles du lituanien ; et en général, de l'ordre et de la cohérence furent apportés à la grammaire, notamment la syntaxe, du lituanien écrit.
Linguiste pratique, Jonas Jablonskis composa des ouvrages destinés à des fins pratiques, tels que Lietuvių kalbos sintaksė (Syntaxe de la langue lituanienne), 1911 ; Rašomosios kalbos dalykai (De la langue écrite), 1912 ; Lietuvių kalbos gramatika (Grammaire lituanienne), dernière édition en 1922 ; Lietuvių kalbos vadovėlis (Manuel de lituanien), 1925 ; Linksniai ir prielinksniai (Déclinaisons et prépositions), 1929. Sa publication la plus importante reste cependant Lietuvių kalbos gramatika qui fut pendant longtemps le seul manuel complet disponible dans les écoles et au public. La purification de la langue a été aussi permise par des articles fréquents dans les périodiques, où il désigna les formes grammaticales et syntaxiques inacceptables ou non lituaniennes. De plus, il traduit des publications scientifiques et scolaires de différents auteurs (M. Bogdanov, Ivan Krylov, Samuel Smiles, George Sand).
Les publications scientifiques de Jonas Jablonskis sont aussi importantes pour le développement des études lituaniennes, même si elles sont censées être à des fins pratiques. Le matériel linguistique qu'il a complété a été publié dans les 20 volumes du Dictionnaire académique de lituanien et  est utilisé dans la recherche et dans l'édition de textes et de livres. Il a aussi introduit la voyelle longue ū dans l'orthographe lituanienne.

## Sources
- (en) Cet article est partiellement ou en totalité issu de l’article de Wikipédia en anglais intitulé « Jonas Jablonskis » (voir la liste des auteurs).
- "Jonas Jablonskis". Encyclopedia Lituanica (1970-1978). Éd. Saulius Sužiedėlis.